# Liste der Kulturdenkmale in Großbartloff
Die Liste der Kulturdenkmale in Großbartloff umfasst die als Ensembles, Einzeldenkmale und Bodendenkmale erfassten Kulturdenkmale in der thüringischen Gemeinde Großbartloff und ihrer Ortsteile (Stand: 11. Februar 2025).
Die Angaben in der Liste ersetzen nicht die rechtsverbindliche Auskunft der zuständigen Denkmalschutzbehörde.

## Legende
- Bild: zeigt ein Bild des Kulturdenkmals und gegebenenfalls einen Link zu weiteren Fotos des Kulturdenkmals im Medienarchiv Wikimedia Commons
- Bezeichnung: Name, Bezeichnung oder die Art des Kulturdenkmals
- Lage: Wenn vorhanden Straßenname und Hausnummer des Kulturdenkmals; Grundsortierung der Liste erfolgt nach dieser Adresse. Der Link Karte führt zu verschiedenen Kartendarstellungen und nennt die Koordinaten des Kulturdenkmals.
 Kartenansicht, um Koordinaten zu setzen – in dieser Kartenansicht sind Kulturdenkmale ohne Koordinaten mit einem roten bzw. orangen Marker dargestellt und können in der Karte gesetzt werden. Kulturdenkmale ohne Bild sind mit einem blauen bzw. roten Marker gekennzeichnet, Kulturdenkmale mit Bild mit einem grünen bzw. orangen Marker.
- Datierung: gibt das Jahr der Fertigstellung beziehungsweise das Datum der Erstnennung oder den Zeitraum der Errichtung an
- Beschreibung: bauliche und geschichtliche Einzelheiten des Kulturdenkmals, vorzugsweise die Denkmaleigenschaften
- ID: Die ID identifiziert das Kulturdenkmal eindeutig. In Thüringen sind aktuell keine IDs veröffentlicht. In der ID-Spalte kann sich auch folgendes Icon  befinden, dies führt zu Angaben zu diesem Kulturdenkmal bei Wikidata.

## Ensemble
| Bild                                    | Bezeichnung                      | Lage | Datierung | Beschreibung | ID |
| --------------------------------------- | -------------------------------- | --- | --------- | ------------ | -- |
| Direkt Bild zu diesem Denkmal hochladen | Ensemble / Historischer Ortskern | Grimmgasse 4, 5, 8, 9; Färbergasse 1–8, 10–12; Hauptstraße 24, 39, 53, 54, 69, 72, 77–79, 82, 83, 86–90, 92–95; In der Biege 1–6; Kirchgasse 5–7, 12; Mühlgasse 7, 11, 12 Flur 29 / Flurstück(e) 69, 5120/1, 31/2, 36/2, 68, 5079/1, 75/1, 75/38, 75/32, 5058/1, 44, 75/17, 5036/1, 75/34, 75/8, 33, 75/14, 39, 75/30, 45, 46, 75/23, 29, 28, 5094/1, 75/19, 5112/1, 75/15, 30, 5093/1, 70, 41, 5062/1, 5014/1, 71, 5050/1, 5097/1,; Flur 29 / Flurstück(e) 32, 5110/1, 75/36, 75/42, 5031/1, 75/29, 75/10, 5117/1, 75/41, 75/21, 75/25, 5100/1, 5033/1, 5117/2, 42, 75/40, 75/7, 66, 75/35, 43, 5018/1, 75/37, 73/1, 75/12, 36/1, 5006/1, 34, 31/1, 35; Flur 30 / Flurstück(e) 41/11, 17, 59/70, 59/40, 59/72, 28, 5106/1, 8, 5101/1, 26, 41/9, 39/2, 59/74, 29/1, 59/110, 5104/1, 21/2, 59/31, 31, 51, 59/138, 58, 59/79, 12, 5082/1, 5043/1, 59/104, 59/49, 59/97, 59/119, 5049/1, 59/116, 23, 59/114,; Flur 30 / Flurstück(e) 59/13, 59/12, 59/41, 59/122, 5080/1, 59/7, 59/54, 5116/1, 5086/1, 59/24, 35, 40/2, 59/123, 59/56, 14, 59/106, 59/2, 59/108, 59/109, 18/1, 18/2, 38, 59/134, 5114/1, 5027/1, 5051/1, 41/7, 59/11, 5122/1, 5081/1, 5059/1, 59/15, 9, 6/3, 43, 59/68, 5034/1, 59/96, 21/1, 52, 10, 7, 41/6, 59/39, 5067/1, 5072/1,; Flur 30 / Flurstück(e) 59/45, 59/139, 44, 5061/1, 59/53, 41/12, 59/71, 59/141, 40/1, 45, 5056/1, 59/121, 50, 41/10, 59/28, 59/37, 30, 5025/1, 59/52, 59/142, 59/86, 59/88, 5041/1, 59/35, 5016/1, 5029/1, 59/50, 59/67, 59/6, 59/64, 15, 42, 5015/1, 59/112,; Flur 30 / Flurstück(e) 37, 59/127, 59/107, 59/92, 59/62, 49, 59/113, 59/98, 20, 5084/1, 59/1, 6/2, 5083/1, 59/91, 39/1, 19, 59/76, 48, 5007/1, 16/1, 59/136, 59/125, 5019/1, 47/1, 53, 13, 59/120, 59/65, 59/14, 59/117, 59/115, 59/47, 59/94; Flur 30 / Flurstück(e) 59/73, 5045/1, 27, 59/118, 59/58, 59/100, 57, 22, 59/126, 24, 16/2, 5119/1, 11, 5065/1, 6/4, 59/129, 59/130, 46, 41/5, 5045/2, 59/137, 59/75, 59/111, 5013/1, 59/132, 5081/2, 59/26, 5066/1, 5037/1, 5068/1, 59/44, 5102/1, 41/8, 59/60,; Flur 31 / Flurstück(e) 5028/1, 31, 5095/1, 61, 27/2, 80/15, 28/8, 5026/1, 80/12, 80/19, 80/6, 80/16, 69, 70, 71, 5099/1, 5053/1, 80/18, 27/1, 32, 5001/1, 80/8, 5076/1, 80/10, 80/14, 79, 25, 77, 5089/1 |           |              |    |

## Einzeldenkmale
| Bild                                    | Bezeichnung                                                                                       | Lage                                                                                          | Datierung | Beschreibung | ID |
| --------------------------------------- | ------------------------------------------------------------------------------------------------- | --------------------------------------------------------------------------------------------- | --------- | ------------ | -- |
| Direkt Bild zu diesem Denkmal hochladen | Bahnhof mit Nebengebäude                                                                          | Bahnhofstraße o. Nr. Flur 19 / Flurstück(e) 34/1                                              |           |              |    |
| Direkt Bild zu diesem Denkmal hochladen | Mühlengehöft                                                                                      | Druckergasse 7 im ENS Historischer Ortskern Flur 30 / Flurstück(e) 59/58                      |           |              |    |
| Direkt Bild zu diesem Denkmal hochladen | Wohnhaus mit Torfahrt und Hofpforte                                                               | Druckergasse 9 im ENS Historischer Ortskern Flur 30 / Flurstück(e) 59/98                      |           |              |    |
| Direkt Bild zu diesem Denkmal hochladen | Wohnhaus mit Torfahrt                                                                             | Hauptstraße 77 im ENS Historischer Ortskern Flur 29 / Flurstück(e) 75/34                      |           |              |    |
| Direkt Bild zu diesem Denkmal hochladen | Wohnhaus                                                                                          | Hauptstraße 82 im ENS Historischer Ortskern Flur 30 / Flurstück(e) 5101/1                     |           |              |    |
| Direkt Bild zu diesem Denkmal hochladen | Wohnhaus                                                                                          | Hauptstraße 83 im ENS Historischer Ortskern Flur 30 / Flurstück(e) 59/49                      |           |              |    |
| Direkt Bild zu diesem Denkmal hochladen | Wohnhaus                                                                                          | Hauptstraße 87 im ENS Historischer Ortskern Flur 30 / Flurstück(e) 5043/1                     |           |              |    |
| Direkt Bild zu diesem Denkmal hochladen | Wohnhaus mit Torfahrt                                                                             | Hauptstraße 88 im ENS Historischer Ortskern Flur 30 / Flurstück(e) 59/56                      |           |              |    |
| Direkt Bild zu diesem Denkmal hochladen | Wohnhaus mit Torhaus und Torfahrt                                                                 | Hauptstraße 93 im ENS Historischer Ortskern Flur 30 / Flurstück(e) 5072/1                     |           |              |    |
| weitere Bilder Fotos hochladen          | Kirche mit Ausstattung, Kirchhof, Einfriedung und Kruzifix / Kath. Pfarrkirche St. Peter und Paul | Hauptstraße o. Nr. im ENS Historischer Ortskern Flur 30 / Flurstück(e) 5081/2, 59/137 (Karte) |           |              |    |
| Direkt Bild zu diesem Denkmal hochladen | Bildstock / Dreifaltigkeit                                                                        | Hauptstraße o. Nr. Flur 20 / Flurstück(e) 51                                                  |           |              |    |
| Direkt Bild zu diesem Denkmal hochladen | Denkmal / Denkmal für Pfarrer W. Leineweber                                                       | Hauptstraße o. Nr. Flur 20 / Flurstück(e) 51                                                  |           |              |    |
| Direkt Bild zu diesem Denkmal hochladen | Wegweiserstein                                                                                    | Herztor/Triftstraße o. Nr. Flur 10 / Flurstück(e) 46/3                                        |           |              |    |
| Direkt Bild zu diesem Denkmal hochladen | Bildstock / Himmelfahrt                                                                           | Im Rottenbach o. Nr. Flur 17 / Flurstück(e) 11/2                                              |           |              |    |
| Direkt Bild zu diesem Denkmal hochladen | Wohnhaus                                                                                          | In der Biege 4 im ENS Historischer Ortskern Flur 31 / Flurstück(e) 5053/1                     |           |              |    |
| Direkt Bild zu diesem Denkmal hochladen | Wohnhaus                                                                                          | In der Biege 5 im ENS Historischer Ortskern Flur 31 / Flurstück(e) 5001/1                     |           |              |    |
| Direkt Bild zu diesem Denkmal hochladen | Wohnhaus                                                                                          | Kirchgasse 12 im ENS Historischer Ortskern Flur 30 / Flurstück(e) 59/67                       |           |              |    |
| Direkt Bild zu diesem Denkmal hochladen | Herrenhaus                                                                                        | Kirchgasse 5 im ENS Historischer Ortskern Flur 30 / Flurstück(e) 59/142                       |           |              |    |
| Direkt Bild zu diesem Denkmal hochladen | Mühle mit Nebengebäude                                                                            | Mühlgasse 12 auch im ENS Historischer Ortskern Flur 30 / Flurstück(e) 5114/1                  |           |              |    |
| weitere Bilder Fotos hochladen          | Mühle / Spitzmühle                                                                                | Mühlgasse 7 auch im ENS Historischer Ortskern Flur 30 / Flurstück(e) 59/91, 59/92             |           |              |    |